# Are You Ready (canção de Aaliyah)
"Are You Ready" é uma canção da cantora norte-americana Aaliyah, gravada para a trilha sonora do filme Sunset Park (1996). A faixa foi escrita por Renee Neufville, do duo Zhané, e produzida por Kay Gee do grupo Naughty by Nature, contendo um sample de "Movin' in the Right Direction" de Steve Parks. A canção foi lançada como single promocional da trilha sonora.

## Composição
A música foi descrita pela Complex como sendo um "groove de festa de verão" que faz uso de uma "amostra melancólica de guitarra de fusão de jazz" sobre bateria de hip hop.

## Desempenho nas tabelas musicais
"Are You Ready" recebeu airplay moderado em algumas estações de rádios de urban contemporary, fazendo com que a canção alcançasse a 42º posição na parada R&B/Hip-Hop Airplay da Billboard. A canção não foi elegível para as demais paradas da Billboard tendo em vista que nunca foi lançada comercialmente como single.

## Recepção da crítica
Brendan Frederick da Complex sentiu que a música era "o primeiro sinal de que Aaliyah sobreviveria a polêmica" com R. Kelly e que provava que Aaliyah "tinha um som distinto e uma identidade que era maior do que qualquer produtor". De acordo com Frederick, Aaliyah provoca os críticos que a criticaram durante o refrão da música, dizendo "Você sabe que estou voltando - diga-me se você está pronto".

## Tabelas musicais

### Tabelas semanais
| Tabelas musicais (1996)                          | Melhor posição |
| ------------------------------------------------ | -------------- |
| Estados Unidos - R&B/Hip-Hop Airplay (Billboard) | 42             |